# Si Jiahui
Si Jiahui (斯佳辉S, Shī JiāhuīP; Shaoxing, 11 luglio 2002) è un giocatore di snooker cinese.

## Carriera

### Stagione 2019-2020
Dopo aver disputato alcune edizioni del torneo di casa Haining Open, Si Jiahui diventa professionista all'inizio della stagione 2019-2020, dopo essersi classificato al primo posto nel Ranking della Q School 2019, malgrado nessuna finale o semifinale raggiunta. Dopo aver mancato la qualificazione al Riga Masters, all'International Championship e al China Championship, il cinese esordisce nel Main Tour all'English Open, torneo in cui riesce, a sorpresa, ad arrivare agli ottavi, dopo aver battuto Soheil Vahedi (4-0), il campione in carica Stuart Bingham (4-1) e Zhou Yuelong (4-0), prima di essere eliminato da Tian Pengfei. Arriva successivamente al terzo turno nel Northern Ireland Open e al secondo nello Scottish Open e nel Welsh Open.

## Ranking
| Stagione  | Ranking iniziale | Ranking finale |
| --------- | ---------------- | -------------- |
| 2019-2020 | Non classificato |                |